# Apinae
Apinae — підродина бджіл підряду стебельчасточеревні ряду перетинчастокрилі комахи.

## Загальний опис
Найважливіші запилювачі квіткових рослин. Комахи середнього та крупного розміру. Ворсинки для збирання пилку утворюють так званий кошик. Більшість видів (окрім медоносних та безжальних бджіл та джмелів) ведуть відокремленне життя. Декілька триб повністю представлені клептопаразитами (Ericrocidini, Isepeolini, Melectini, Osirini, Protepeolini, Rhathymini).

## Розповсюдження
Ця підродина розповсюджена в усьому світі, окрім Антарктики

## Класифікація
Виділяють близько 20 триб та 100 родів. За новою класифікацією (Michener, 2000, 2007), підродина об'єднує усі роди зі старої родини бджіл Anthophoridae, окрім Nomadinae та Xylocopinae.

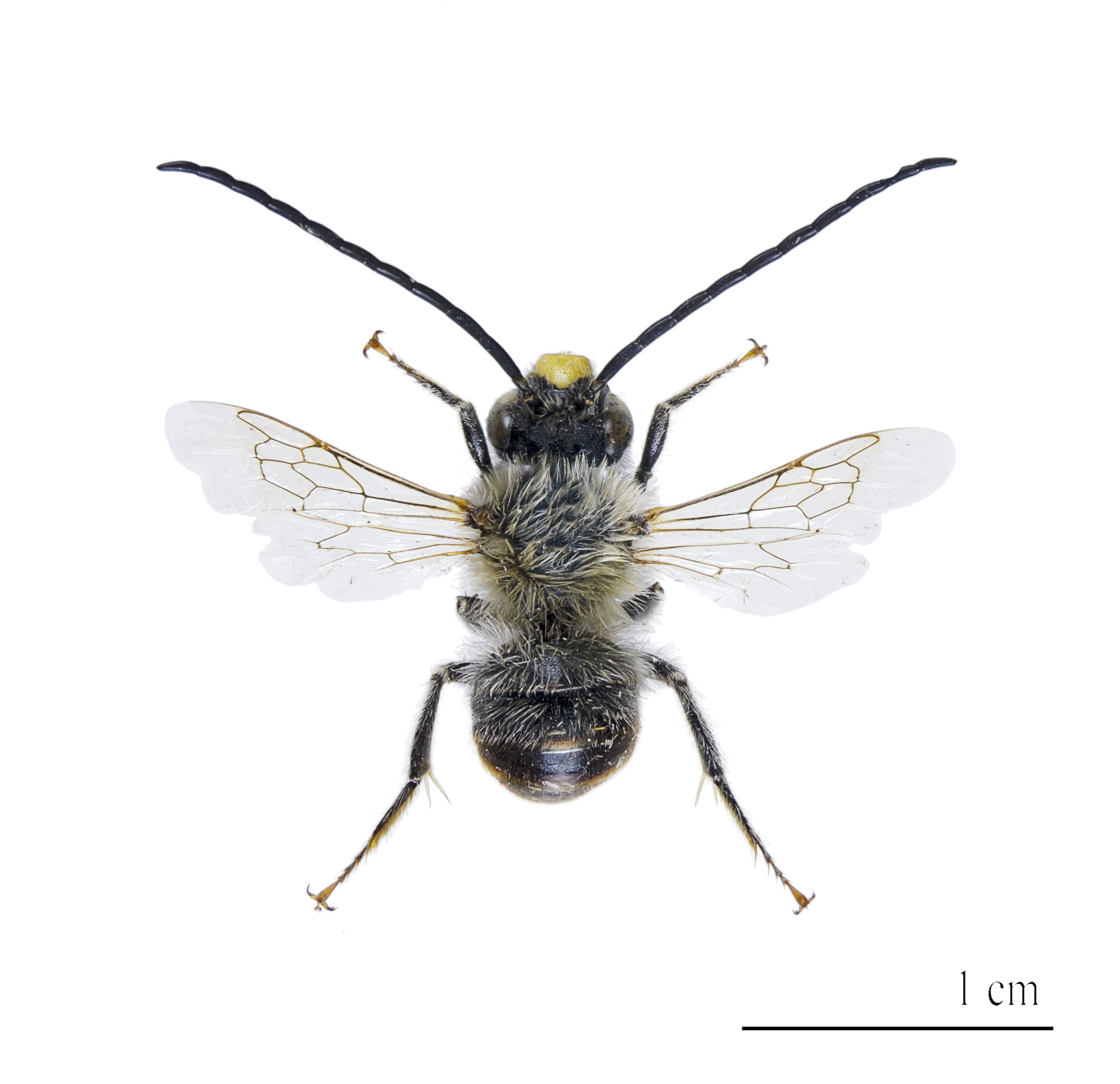
Eucera nigrescens

- Підродина Apinae

- Триба Ancylini
- Триба Anthophorini (750 видів, 7 родів)

- Amegilla Friese, 1897
- Anthophora Latreille, 1803
- Deltoptila LaBerge & Michener, 1963
- Elaphropoda Lieftinck, 1966
- Habrophorula Lieftinck, 1974
- Habropoda Smith, 1854
- Pachymelus Smith, 1879

- Триба Apini

- Apis Linnaeus, 1758

- Триба Bombini (Джмелі)

- Bombus Latreille, 1802

- Триба Centridini

- Centris Fabricius, 1804
- Epicharis Klug, 1807

- Триба Ctenoplectrini

- Ctenoplectra Kirby, 1826

- Ctenoplectra davidi

- Триба Emphorini Robertson, 1904

- Alepidosceles
- Ancyloscelis
- Diadasia
- Diadasina
- Leptometriella
- Meliphilopsis
- Melitoma
- Melitomella
- Ptilothrix
- Toromelissa

- Триба Ericrocidini Cockerell & Atkins, 1902

- Acanthopus
- Aglaomelissa
- Ctenioschelus
- Cyphomelissa
- Epiclopus
- Ericrocis
- Eurytis
- Hopliphora
- Mesocheira
- Mesonychium
- Mesoplia

- Триба Eucerini Latreille, 1802 (більше 30 родів)

- Eucera Scopoli, 1770 
- Santiago
- Tetralonia
- Ulugombakia

- Триба Euglossini Latreille, 1802

- Aglae
- Eufriesea
- Euglossa
- Eulaema
- Exaerete

- Триба Exomalopsini Michener, 1944

- Anthophorula
- Eremapis
- Exomalopsis

- Триба Isepeolini Rozen, Eickwort & Eickwort, 1978

- Isepeolus
- Melectoides

- Триба Melectini
- Триба Meliponini

- Melipona
- Trigona

- Триба Osirini Handslirsch, 1925

- Ecclitodes
- Osirinus
- Osiris
- Parepeolus
- Protosiris

- Триба Protepeolini Linsley & Michener, 1939

- Leiopodus

- Триба Rhathymini Lepeletier, 1841

- Rhathymus

- Триба Tapinotaspidini Roig-Alsina & Michener, 1993

- Arhysoceble
- Caenonomada
- Chalepogenus
- Lanthanomelissa
- Lophopedia
- Monoeca
- Paratetrapedia
- Tapinotaspis
- Tapinotaspoides
- Trigonopedia
- Tropidopedia
- Xanthopedia

- Триба Tetrapediini Michener & Moure, 1957

- Coelioxoides
- Tetrapedia

## Звичайні види
- Бджола медоносна
- Джміль